# Jack Kelley
Pour les articles homonymes, voir Kelley.
Jack Kelley est un journaliste américain, anciennement employé chez USA Today, proposé au Prix Pulitzer, qui est contraint de démissionner en mars 2004 pour avoir fabriqué un nombre important d'articles falsifiés,. 
USA Today a depuis effectué une vérification des articles de Kelley, envoyant des reporters, dont Mark Memmot, à Cuba, en Israël et en Serbie afin de vérifier les histoires de Kelley ainsi que les fiches d'hôtel pour s'assurer qu'il était bien là où il prétendait être. 
Kelley a néanmoins nié ces accusations, tandis que l'éditeur de USA Today, Craig Moon, a publié en Une des excuses publiques envers ses lecteurs. Outre Kelley, le scandale a conduit à la démission de deux membres importants du journal, Karen Jurgensen et Hal Ritter en avril 2004.
Selon Ibrahim Warde, auteur de Propagande impériale & guerre financière contre le terrorisme (Agone-Monde diplomatique, 2007), Kelley se dissimulait derrière d'innombrables sources confidentielles pour élaborer ses fables, parmi lesquels « le "témoignage oculaire" de jeunes kamikazes palestiniens affichant leur culture de la mort [pour lequel il reçut le prix Pulitzer] ; l’information selon laquelle d’importants hommes d’affaires saoudiens "pesant plus de 5 milliards de dollars" (...) continuent de verser des dizaines de millions de dollars à ben Laden en guise de "prime d’assurance" contre les attentats visant leurs affaires en Arabie saoudite ; et la découverte de données informatiques dans des grottes afghanes prouvant les liens entre une organisation caritative islamique sise à Chicago et Al-Qaïda. »
Membre d’une congrégation évangélique et charismatique, il expliquait, en 1996, croire aux vertus "spasmodiques" de l’Esprit Saint : "Je ne peux séparer ma foi de ma profession. Je pense que c’est un don, les histoires tombent comme ça sur mes genoux quand je suis en phase avec Dieu. C’est probablement parce que Dieu sait que je suis trop bête pour sortir et les trouver par moi-même. C’est tout bonnement incroyable." 